# Stenodontus theresae
Stenodontus theresae är en stekelart som beskrevs av Maurice Pic 1901. Stenodontus theresae ingår i släktet Stenodontus och familjen brokparasitsteklar. Inga underarter finns listade i Catalogue of Life.